# Holocolax nemipteri
Holocolax nemipteri is een eenoogkreeftjessoort uit de familie van de Bomolochidae. De wetenschappelijke naam van de soort is voor het eerst geldig gepubliceerd in 1973 door Pillai.